# みゆき (漫画)
『みゆき』は、あだち充による日本の漫画作品。1980年から1984年まで『少年ビッグコミック』（小学館）で連載された。あだち充の代表作の1つであり、ラブコメディにスポーツを絡めた青春モノを得意とするあだち充作品群の中でも、本作は恋愛のみにスポットを当てている「ラブコメ」の王道作品であり、主人公の若松真人とヒロインである2人の「みゆき」の三角関係を主題としている。また本作の漫画連載は、連載当時の実際の時間軸とリアルタイムでほぼ連動しており、作品の中での時季・年月経過と現実の時季・年月経過が同じで進行していた。そのため主人公など登場人物も高校生から受験浪人を経て大学生になるなど現実の時の流れに合わせて成長しており、（連載期間である）1980年から1984年までの4年間が作中で描かれている。
第28回（昭和57年度）小学館漫画賞受賞。
本作はキティフィルムによってテレビアニメ化され、1983年3月から1984年4月にかけてフジテレビ系列で全37話が放映された。このアニメ版みゆきは原作漫画の連載途中での放映だったため、原作漫画の後半はアニメ化されていない。また、同じくキティフィルムによる実写映画が1983年9月に東宝系で公開された。さらにはフジテレビと共同テレビの共同制作という形でテレビドラマ化され、1986年8月4日にフジテレビ系列『月曜ドラマランド』枠で放送された。
2020年4月時点で累計発行部数は2500万部を記録している。

## 作品背景
作品の中心となるふたりの「みゆき」という登場人物のアイデアは、あだち充の担当編集者が発案したもので、そのモデルとしたのは歌手の中島みゆきだったという。2022年に出版した講談社の編集者だった石井徹の著書『「少年マガジン」編集部で伝説のマンガ最強の教科書 感情を揺さぶる表現は、こう描け!』には、「ある時○○さん（担当編集者）が中島みゆきのコンサートに行った。そこでびっくりした。中島みゆきの曲はたいがい『暗い』けれど、コンサートでトーク中の中島みゆきは超『明るい』。コンサートが終わって会場の外に出た瞬間、設定が浮かんだのだそうです。『同じ名前で、まったく違う性格の女の子ふたりに、主人公が好かれたら面白いのではないか』と。あとの細かいことは、歩きながら記憶のフラッシュバックのように浮かんだそうです。だからタイトルは『みゆき』なのです」と、インタビューの内容について、このように書かれてある。
なお、あだちは2012年に本作について「単にかわいい妹を描きたかったんですよ。妹がいない自分の妄想です（笑）。で、スポーツ抜きでどれだけもたせられるかなぁ、というところではじめたんですけどね……持ちました!」と改めて語っている。

### 若松みゆき
担当編集者との打ち合わせにより、「理想の妹」を描くことと、前作『ナイン』ではサブヒロインだった安田雪美のようにガラッパチな妹キャラをメインヒロインに据えることを軸にして、本作の企画が始まった。当時「みゆき」という名前の女性芸能人が複数人活動していたため、作者はヒロインの名を「みゆき」と決定する。
若松みゆきの言動のモデルは、中学生の頃から毎日のように作者の仕事場に出入りしていた女性だという証言がある。本作連載当時は高校生であり、妹のいなかった作者にとって格好の素材となったとされる。

### 鹿島みゆき
設定や人間関係についての打ち合わせを重ねる中、作者は担当から明朗活発な「若松みゆき」だけでなく、しっとりしたもう1人のヒロインがいたほうが良いとアドバイスを受ける。作者はファンであるミュージシャンの「中島みゆき」について、歌のしっとりした面と人柄のガラッパチな面の両方があると担当に語っており、それが担当にヒロインは2人必要だと気付かせるきっかけとなったという。「鹿島みゆき」という名は「中島みゆき」から取られている。

## あらすじ
高校1年生の夏休みに、若松真人は友達と一緒に泊まりがけで海辺の民宿にアルバイトに出かける。真人が憧れを抱く同級生の鹿島みゆきも同じバイトに来ており、彼女が自分に気があることを偶然知り、デートの約束にこぎつける。しかし、その直後ある出来事でフラレてしまう。友人たちは落胆する真人に、海で見かけた美少女を誘うようにそそのかす。いい雰囲気になり、デートの約束もした2人だったが、実は彼女は6年ぶりに海外から日本に帰国した血の繋がらない1つ年下の妹の若松みゆきだった。
家に帰ると、妹のみゆきとの2人きりの生活が始まる。真人は若松みゆきはあくまで妹であると、惹かれていく心を制しながら、鹿島みゆきとの関係も良好に続き、2人のみゆきの間で心は揺れつつも高校生活の日々は流れていく。元気な妹みゆきも真人に一途な想いを寄せながらも、真人（と鹿島みゆき）の幸せを最優先に考え、一人の女性・妹という狭間に揺れながら自らの想いを心の中に留めている。
真人は鹿島みゆきとの関係を進展させていこうとするが、男にモテる妹みゆきには、喧嘩は強いが落ちこぼれの間崎竜一や教師の中田虎夫などが寄ってきて、妹みゆきが他の男と付き合うことを許容出来ないでいることもあり、中々思い通りにもならない。2人のみゆきには男からのアプローチが幾度となくあるので、気が抜けない日々を送る。そんな一進一退を繰り返し、色々な出来事もあり成長し、高校卒業、受験浪人を経て大学生となる。
兄妹としての生活は約4年間続き、ある日、幼馴染でありサッカー日本代表のスター選手になった沢田優一が、子供の時以来久しぶりに若松家を訪ねてくる。沢田を兄のように慕っていた2人だったが、沢田は成長した若松みゆきを一人の女として見てしまい、結婚を申し込む。沢田の良い人柄を知っている真人には反対する理由など無い。沢田は若松みゆきの気持ちに内心気づきながらも、次々に話を進めていく。そして迎えた披露宴の最中、真人はついにみゆきに思いを告げる。こうして、沢田との結婚は破談となり、みゆきは真人の気持ちを受け入れる。数か月後、父親のいるフィリピンにて3人で挙式、長年秘めていた愛を成就させる。みゆきは再会当初から真人と血縁関係がないことを知っていたことが、日本にいる竜一とその母との会話からほのめかされ、2人も涙を浮かべながら真人とみゆきの結婚を祝福した。
一方、鹿島みゆきは父の勧めで北海道へ傷心旅行をする。そこで彼女は沢田と偶然再会し、失恋した二人の新しい恋を予感させるように物語は幕を下ろす。

## 登場人物

### 主人公とヒロイン
若松 真人（わかまつ まさと）
物語の主人公。青華高校1年A組に所属（その後2年B組、3年B組所属となる）。妹のみゆき（以下はみゆきと記す）は2人目の母親の連れ子なので、真人との血縁関係はない。ごく普通の高校生だが、母親と2度死別している。それ故、人に対する思いやりが人一倍強い点が最大の長所といえる。軟弱で優柔不断でなおかつスケベで単純な性格ではあるが妹や恋人、友人のために自らの危険を顧みず、幼少の頃、命懸けでサーカスのライオンに立ち向かって行ったり、高校ではトラックに撥ねられそうになったクラスメートの香坂を救ったり、鹿島みゆき（以下鹿島と記す)とのデートの最中に不良グループに囲まれても怯まず抵抗するなど、いざというときに仲間想いで勇敢な一面もある。
意中の鹿島が自分に気があることを知ったが、海外赴任中の父親について行ったみゆきがとても魅力的に成長して帰国したため、2人の「みゆき」の間で揺れつづける。みゆきと血縁関係がないことに気づくのは、6年ぶりに妹と再会して数日後のことであり、それまでは実の兄妹と認識してきた。真人は、「みゆきは血の繋がらない兄妹である事実をまだ知らない」と思っているため、それを隠し、表面上は普通の兄妹のように振舞い続ける。
とても可愛いみゆきを一人の女として見てしまうこともしばしばで、「その気になれば結婚だって出来る」と頭を過ることもあるが、何とか理性を保っている。みゆきに対しては、時に父兄の立場でやや冷たい態度も垣間見えるが、みゆきのことをとても心配しており、それと同時に好意も抱いているため、みゆきが他の男性に求婚されたり、引き離されそうになったときはすぐさま妨害している。事実、真人は鹿島に逢えないことよりもみゆきと逢えなくなってしまうことの方がよほどつらいらしく、一定期間みゆきに逢えないとすぐに体調を崩してしまうほどである。また、普段は鹿島に想いを寄せているためデートも彼女を優先しがちでみゆきを邪魔者扱いにしていたが、物語が進むにつれてみゆきとの約束も守り、優先させる機会も増えていった。
高校3年生の時に青秀大学を受験したが落ち、たまたま高校卒業前に青華高校のすぐ目の前にできた英青予備校で1浪して青秀大学に入学する。幼馴染で兄と慕うサッカー界のスター選手沢田優一が急遽帰国し、共同生活が始まる。真人は沢田に全幅の信頼を寄せ「妹の幸せを願う兄にとって理想の相手」としながらも、沢田がみゆきにプロポーズした辺りから、焦燥感と同時にみゆきに対する本当の感情が時折無意識に出始める。最終的に沢田とみゆきの披露宴スピーチの最中、自分の本当の気持ちに気付き、みゆきに告白する。そして数か月後海外でみゆきと結婚する。
血液型はAB型。プロ野球チーム・巨人（読売ジャイアンツ）ファンで、特に江川卓のファン。
若松 みゆき（わかまつ みゆき）
本作のヒロイン。真人の血の繋がらない妹で、旧姓は倉本である。兄とは異なり、成績優秀、運動神経・スタイル抜群。帰国後の9月に白樺女子学園中等部の3年生として転入し、複数の女子生徒からラブレターをもらうなど人気を得る。翌年真人を追って共学である青華高校に入学し、学園のアイドル的存在になり、2年次にはクラス委員長に選ばれる。高校は1年C組に所属（その後2年A組、3年A組に所属する）帰国子女であるためか、英語で書かれた手紙を普通の手紙のように読むことが出来て、普段着も水着を含めて露出度の高いものが多い。
再会当初から真人に好意を持っており、真人が鹿島を優先すると素っ気無い態度をとったりする。時折見せる自分の気持ちに素直ではない小悪魔っぷりも魅力の一つである。勝ち気で何事もはっきりいう明朗快活な性格である一方、冷静である。真人に対してはやさしく献身的で、家庭的である。
動物好きで思いやりがあり、男女分け隔てなく優しく接するため、異性からだけでなく同性からも好かれる人気者。しつこく求愛してくる者が後を絶たないが、その中に本命はいないようで、女友達が真人の悪口を言うと感情的になって怒ったり、みゆき自身の言動・行動・回想シーンから真人を一途に想ってる様子がうかがえる。とはいえ、真人は自分に対して妹として接し、更に鹿島みゆきという敵わない恋人がいるため、自分の想いを留めている。かわいい妹でいようとするが相当なヤキモチ焼きで間接的に兄のデートの邪魔をしたり、鹿島が若松家に1週間同居する際も鹿島と仲良くさせまいと画策したりする。学内トップクラスの成績で有名大学も入れたが、真人の立場を考えて同じ志望大学に現役合格。
当初は鹿島に対して恋敵目線で素っ気無い態度であったが、徐々に彼女の人柄・優しさ・女としての家庭的な技量を認め、家族ぐるみの付き合いになるほどに仲良くなっていく。だが、反面真人を想うが故に、自分には母親がいない、いれば鹿島に近づけた女になっていただろう、というコンプレックスも感じてしまう。妹という手前、鹿島の前で真人に好意がある素振りは一切見せておらず、自分の幸せより真人の幸せを一番に望んでいるため、葛藤する。急遽帰国した幼馴染でサッカーのスター選手である沢田から求婚され、思い悩む。
生年月日は1966年2月9日。血液型は真人と同じく、AB型。
みゆきは、真人との血縁関係はないことを早くから気づいていたようである。
鹿島 みゆき（かしま みゆき）
真人の同級生で、恋人。若松みゆきと共に本作のヒロイン。才色兼備で清楚・おしとやかなクラスのアイドル。少々天然で控えめな性格の割に、たまに真人に対して大胆なアプローチを見せる時もある。そそっかしく勝ち気な一面もあり、真人の頬に平手打ちすること数回。料理・裁縫など女性らしい技術は一流で良妻賢母のような女性。女友達からも頼られ面倒見が良く、当初から真人に好意を持っており一途に思いを寄せる。物語が進むにつれ公認の彼女になる。
自らが一人っ子なだけに兄妹を羨ましく思い、真人とみゆきの仲の良さに内心ヤキモチをしつつも表に出したことは一切なく、妹思いの真人・兄思いのみゆきの兄妹を「自分の理想の兄妹像」である、と真人に理解を示している。ほとんど欠点のない女性で、若松みゆきに「今まで出会った中で一番の女性。鹿島さんのようになりたい」と言わしめるほど。ただみゆき曰く唯一の欠点は、真人に惚れているところ、らしい。
学年で1、2を争うほど成績優秀で、2年次にはクラス副委員長も務める。しかし、大学志望校を真人に合わせるためにレベルを下げ、現役合格したにもかかわらず真人が落ちてしまったため、真人のために浪人を選択。1年後真人と同時に青秀大学に入る。真人と妹みゆきが血縁関係のない兄妹であることは、沢田とみゆきの披露宴前に控室で親族がその旨について談笑している会話を偶然立ち聞きし知ってしまった。真人が妹のみゆきに告白したことで、最終回、単身北海道に傷心旅行に出た。その旅先で同じ境遇の沢田と運命的に出会い、双方の笑顔が二人の将来を暗示させている。
生年月日は1965年2月9日（若松みゆきと1年違いの同じ誕生日）。血液型はAB型。

### 高校の友人・関係者
間崎 竜一（まさき りゅういち）
真人と同じ1年A組に所属。若松みゆきに一目惚れし、一緒の修学旅行、一緒の卒業式、一緒の同窓会のために追試まで棄権し留年し、みゆきと同じ1年C組所属となる。年齢は真人の1つ上（中学卒業後高校浪人ため、1浪1留となる。大学浪人はしなかった）。誕生日は9月で、本作開始(夏休み)からほどなくして17歳の誕生日を迎えている。とても積極的な惚れっぽい性格で、様々なドタバタエピソードを残すが、根は義理堅く真面目な努力家でもある。腕っ節は強く、数人相手の喧嘩も負けない。喫茶店「ドラゴン」を母親と切り盛りし、喫茶店のマスターもしている。ホンダのバイクを愛用している。
当初は、若松みゆきに好意的に接してもらえたが、2年時に2年E組所属となって彼女と別々のクラスになってしまい会う機会が減った。その後3年E組所属となる。
2013年、あだち充の別作品『MIX』にラーメン屋ドラゴンのマスターとして登場。
中田 虎夫（なかた とらお）
体育教師をしている独身男性。初登場時に白樺女子学園中等部で体育教師をしていたが、みゆきが青華高校に入学すると、追いかけて転職する。高校転任時からソフト部顧問となる。校内風紀担当。かすみ荘というアパートで一人暮らししている。竜一とは恋敵で、二人の関係は諺の「竜虎相見（まみ）える」に喩えられている。1947年12月24日生まれで、初登場時点で32歳。みゆきとは20近く歳が離れている。母親が見合い話をたくさん持ってくるが、みゆきにしか興味がないので相手にしていない。一度、勘違いで同名の美由紀（みゆき）という女性と婚約したが、結婚直前で破談。土下座までしてみゆきに求婚したりする入れ込み様だったが、みゆきが真人と結婚した後、母親の見合い話を承諾する。
香坂 健二（こうさか けんじ）
真人の同級生。2年B組に所属し、クラス委員長。3年次には、生徒会長になる。表向きは礼儀正しく文武両道で教師とっては理想の生徒で、ハンサムということもあり女子にもモテる爽やかな好青年を演じているが、実際はかなりスケベな上、人の恩を仇で返すような性格をしている。
ひたすら鹿島みゆきのみにアタックし、2年次にはクラス委員という立場を利用して副委員長の鹿島と親しくなろうとする。徐々にエスカレートしていき、真人・鹿島の間を引き離そうと次々と陰湿な計画を企てるようになる。
鹿島と同じ大学に入るために、大幅に志望大学のレベルを下げ現役合格する。しかし、鹿島が真人のために浪人して予備校に通うことを知ると、自分も浪人して同じ予備校に通おうとするが失敗。真人と鹿島が同じ大学に入学し、勝手に男女の関係を想像して鹿島への想いを諦めることとなる。高校卒業前に車の免許を取得する。
沢田 優一（さわだ ゆういち）
真人の3歳年上の幼なじみ、22歳の大学生。高校時代までは真人の隣の家に住み、「ウェール大学」に留学するため両親とともに西ドイツへ渡った。容姿端麗で裏表のない性格、努力家で練習熱心な将来有望な日本代表のサッカー選手。1984年の冬に進路を決めるため突如一時帰国の形をとって後半から登場。春頃にサッカーの全日本入りを決め、1984年のオリンピック出場を目指す。再会した若松みゆきに一目惚れしてしまう。若松家に居候する間、何とかみゆきを真人と同じように可愛い妹として見ようと努力するが、無理だと感じたため、転居する。そして改めてみゆきに求婚する。
真人とは小さい頃から一緒によく遊び、彼から兄のように慕われると同時に「何やってもカッコいい」と憧れられている。
村木 好夫（むらき よしお）
真人の同級生。高校では1年A組に所属し、以後真人・鹿島と3年間同じクラスとなる。真人と同じくらいの成績にして、同じくらいのスケベさ、どこにでもいるような高校生。要所要所で登場、真人と鹿島みゆきの間柄をうらやみ、ちょくちょく割り込む。当初は鹿島一筋だったが、中盤から女の子なら手当たり次第にデートに誘うようになる。もてないと思っていた妹がいる。その後志望大学は不明だが受験に失敗し、真人と同じく英青予備校で1年浪人生活を経て同じ大学へ進学。

### 家族
若松和人（わかまつかずと）
若松真人の実父で、若松みゆきの養父。2度妻を亡くしており、みゆきは2人目の妻・今日子の連れ子である。年齢・職業不詳であるが、6年前からみゆきを連れて海外に赴任しており、本作開始時に娘だけ帰国する。都内の一軒家とは別に別荘も所有し、真人・みゆきの学費・生活費全般を仕送りしていることなどから、資産家と思われる。作品に姿が登場したことはない（声と手紙の文面のみでの登場）。突然みゆきを連れ戻そうとしたり養女に出そうとしたり、赴任先に遊びに来るよう手紙を寄こしたりと真人よりみゆきを気に掛けているようである。事実、みゆきとの間では手紙で近況報告している。真人は自分勝手な父親を快く思っていないようであり、電話での応対も荒っぽい。一方、息子同様性格はスケベである。
みゆきが日本に帰国してから本人はカナダで暮らし始め、翌年の5月下旬からフィリピンに移り住む。その後フィリピンのサンボアンガ沖で搭乗予定の飛行機が墜落してニュースで和人の名前が伝えられた。しかし、後日搭乗前に暴漢に襲われ、空港のトイレで発見され、幸運にも難を逃れたことが判明する。1983年5月頃(みゆきが高校3年生の頃)からオーストラリアで暮らし始める。同年の12月24日に一時帰国し、数日後の1984年の正月には若松家に戻って来るがどちらも登場シーンはない。
沢田とみゆきの披露宴には間に合わなかったが、真人とみゆきのフィリピンでの結婚式は唯一見守った人となった。
若松今日子
若松みゆきの母。故人でみゆきが幼い頃に病死した。命日は5月20日。生前の好物は柿。
鹿島 安次郎（かしま やすじろう）
鹿島みゆきの父。警察官（警部）で、刑事生活20年目のベテラン刑事。「二枚刃の安次郎」と自ら名乗るも、鹿島姓もしくはフルネームで登場したことがない。基本的に軟派な性格で若い女の子一般が好きらしく、初詣で若松みゆきに偶然出会い、気に入る。その後は警察官の身分を濫用しては、何度も若松みゆきに接近する。真人は気が気ではなく、鹿島の父親と知らず、面と向かって「妹に近づくな」と啖呵をきったこともある。その後、鹿島の父親と知って気まずさを覚えつつも、安次郎自身にも負い目があることから、お互いにそのことには触れずに和解した。娘みゆきと真人の交際を認め、若松家と家族ぐるみの関係を築く。
鹿島みゆきの母（かしまみゆきのはは）
鹿島安次郎（通称・二枚刃の安次郎）の妻であり、鹿島みゆきの母親。安次郎には少々厳しい。名前は不明。料理・裁縫が一流の腕前の鹿島に家事を手伝わせいてる辺り、その技量はこの母親から学んだものと考えられる。明るく温厚な性格で、真人と初対面の時から気に入っており、母娘の会話から鹿島が真人に惚れている理由を暗に示している。少々野暮な質問もするが将来娘との結婚を勧める発言を積極的に真人にしている。若松家（真人、みゆき）と家族ぐるみの付き合いになってからは、みゆきとも仲良くなり、1984年の正月に両家の温泉宿に旅行の際に特に母親のいないみゆきにとって甘えられる存在になっている。
真人・みゆきの結婚報告の絵葉書が届いた際には嬉々として安次郎に伝え、鹿島みゆきが単身で傷心旅行する際『私たちの娘ですもの』と温かく送り出した肝っ玉母さんでもある。
間崎の母
竜一が小学生の頃に夫を亡くして以来、シングルマザーとして息子を育てている。現在は竜一と二人で喫茶店「ドラゴン」を運営したり、時には2人で旅行に行くなど良好な親子関係を築いている。少々のことには動じない性格で、素行があまり良くない竜一を温かく見守っている。また、母親のいないみゆきを気遣う竜一により、彼女が高校1年生の母の日には若松家に訪れ、疑似母子として一日交流を深める。
リカ
中田の顔なじみの幼稚園児ぐらいの幼女。中田と同じアパートに家族と共に暮らしている。その後小学生の頃（第4巻第9話「いけない先生」)には、男の子みたいな言葉遣いで話すようになる。中田を“トラちゃん”と呼び慕っている。ある休みの日に、みゆきと過ごしたい中田から頼まれて一緒に若松家に遊びに行く。
中田虎夫の母
虎夫が青華高校に赴任した春頃に独身生活を続ける息子の自宅に訪れる。30歳を過ぎても独り身の虎夫を心配し、見合い話を持ってくる。
上原美由紀
虎夫の見合い相手。おしとやかで上品で、女子大を優秀な成績で卒業した才媛。中田の勘違いにより彼からプロポーズを受けたが、結婚式直前に彼の失態により破談となる。
船橋
真人より1学年上の3年生。青華高校柔道部所属。普段の部活動では弱く、周りから「みかけ倒しの船橋」と言われている。しかし鹿島みゆきの帰宅中に偶然あばれ馬に襲われそうになったのを倒すほどの力を持っている。気が小さくて優しすぎる性格。幼稚園児ぐらいの妹がいる。
ジョージ・ジョン・ポール
みゆきが以前住んでいたカナダ時代の知人の若者。1982年(真人が高校2年生)の元旦、若松家を訪ねてくる。20歳だが、やや老け顔で初対面の真人から20代後半ぐらいに思われている。ジョージが住む町の結婚のしきたりにより「みゆきと結婚の約束をした」として騒動となる。
中条新一
みゆきと同じ2年A組所属で、クラス副委員長。サッカー部のスターでありながら勉強もできて見た目も格好良く、明るくて優しい性格なためクラスの女子の人気が高い。3年A組となった後久しぶりに登場し、文化祭の劇でみゆきの相手役をクラスメイトから頼まれる。
重さん
かつて若松家で家政婦として働いていた女性で、若松家で一人暮らしをする真人のために日常の家事をこなしていた。真人を「おぼっちゃま」と呼んでいる。その後真人が高校3年生の10月頃に偶然再会する。みゆきの実母が病気で倒れた頃から若松家で働いていたため、真人とみゆきが実の兄妹ではないことも知っている。
井上
真人と同じ3年B組所属。クラスメイトの中でもかなり存在感が薄い。みゆきに密かに片思いしている。真人が校内で紛失したみゆきの戸籍抄本をたまたま拾い、それをネタにラーメン代などをたかる。その後、卒業まであと約2ヶ月という時期に父親の仕事の都合で南米に行くことになる。
村木ゆかり
村木の3歳下の妹。村木が3月に青華高校を卒業した後、4月から同高校に入学してくる。妹の存在は、真人たちには浪人生になるまで一切教えなかった。容姿のこともあり異性と付き合えるかどうかを村木から心配されている。
喫茶店「ドラゴン」のバイトの女性
大学4年生。竜一が母と泊りがけで温泉に行くため、一週間限定で雇われた。真人から「色っぽくて美人」と評されるなろ、男性客たちからも評判となる。好きな男性のタイプは年上で、竜一のことを30歳ぐらいと勘違いし、「シブくてステキ」と好意を寄せ始める。
野々村正男
真人と同じ英青予備校に通う浪人生。両親と一軒家で暮らし、犬を飼っている。秀才で「現役で東大合格確実」と言われていたが、体調不良により受験に失敗して浪人となった。ある日真人とみゆきが出会った犬が野々村の飼い犬と判明したことから、彼らと関わりを持ち始める。高校時代までは明るい性格で、1980年の犬のコンクールで第2位の成績を修めていたが、現在は受験を第一に考えているため飼い犬のことは後回しにしている。

## 書誌情報

### 単行本
- あだち充 『みゆき』 小学館〈少年ビッグコミックス〉、全12巻
  1. 1981年2月5日初版第1刷発行、ISBN 4-09-150211-3
  2. 1981年7月5日初版第1刷発行、ISBN 4-09-150212-1
  3. 1981年10月5日初版第1刷発行、ISBN 4-09-150213-X
  4. 1982年3月5日初版第1刷発行、ISBN 4-09-150214-8
  5. 1982年7月5日初版第1刷発行、ISBN 4-09-150215-6
  6. 1982年12月25日初版第1刷発行、ISBN 4-09-150216-4
  7. 1983年5月5日初版第1刷発行、ISBN 4-09-150217-2
  8. 1983年9月5日初版第1刷発行、ISBN 4-09-150218-0
  9. 1984年1月5日初版第1刷発行、ISBN 4-09-150219-9
  10. 1984年6月5日初版第1刷発行、ISBN 4-09-150220-2
  11. 1984年10月5日初版第1刷発行、ISBN 4-09-150481-7
  12. 1984年12月5日初版第1刷発行、ISBN 4-09-150482-5

### ワイド版
- あだち充 『みゆき』 小学館〈少年サンデーコミックスワイド版〉、全5巻
  1. 1990年5月発行、ISBN 4-09-122821-6
  2. 1990年6月発行、ISBN 4-09-122822-4
  3. 1990年7月発行、ISBN 4-09-122823-2
  4. 1990年8月発行、ISBN 4-09-122824-0
  5. 1990年9月発行、ISBN 4-09-122825-9
- あだち充 『みゆき』 小学館〈My First WIDE〉、全4巻
  1. 2001年11月発行、ISBN 4-09-162104-X
  2. 2001年11月発行、ISBN 4-09-162105-8
  3. 2001年12月発行、ISBN 4-09-162109-0
  4. 2001年12月発行、ISBN 4-09-162110-4
- あだち充 『みゆき』 小学館〈ヤングサンデーコミックスワイド版〉、全5巻
  1. 2008年6月発行、ISBN 978-4-09-151352-6
  2. 2008年6月発行、ISBN 978-4-09-151353-3
  3. 2008年7月発行、ISBN 978-4-09-151354-0
  4. 2008年7月発行、ISBN 978-4-09-151355-7
  5. 2008年8月発行、ISBN 978-4-09-151356-4

### 文庫版
- あだち充 『みゆき』 小学館〈小学館文庫〉、全7巻
  1. 1997年11月18日発売[9]、ISBN 4-09-193004-2
  2. 1997年11月18日発売[10]、ISBN 4-09-193005-0
  3. 1998年1月17日発売[11]、ISBN 4-09-193006-9
  4. 1998年1月17日発売[12]、ISBN 4-09-193007-7
  5. 1998年3月17日発売[13]、ISBN 4-09-193008-5
  6. 1998年3月17日発売[14]、ISBN 4-09-193009-3
  7. 1998年5月16日発売[15]、ISBN 4-09-193010-7

## テレビアニメ
1983年3月から1984年4月にかけてフジテレビ系列で全37話が放映された。
放映当時は原作漫画の連載が続いていたため、アニメ化の範囲は原作漫画の中盤までとなっており、結末も異なる。アニメ独自のエピソードや設定の変更もあり、後者の例としては物語は真人が高校2年生になったばかりの春休みからの約1年1か月間（翌年の4月20日ごろまで）を描いており、このため真人が6年ぶりにみゆきと再会する時期が春休みになっている。なお、完結編を劇場用新作アニメーションとして制作する話も持ち上がったが、実現することなく頓挫した。

### 制作（テレビアニメ）
既に『うる星やつら』などで小学館作品のテレビアニメ化権を取得していたキティ・フィルムが、タツノコプロ出身の宮田知行プロデューサー、西久保瑞穂監督を招き、自社で制作スタジオを構えて挑んだ初のテレビアニメ作品となった。フジテレビは既にアニメーション制作会社のグループ・タックによるあだち充作品『ナイン』をテレビスペシャルで単発放送しており、『みゆき』の後も『タッチ』『陽あたり良好!』と立て続けにあだち充原作のテレビアニメ版を制作・放送していくことになる。
声優
声優配役は、主役の若松兄妹に声優の実年齢が近い点が重視された。ヒロインの若松みゆき役を演じた荻野目洋子は、放送当時14歳の中学3年生（最初と最後の短期間は中学2年生と15歳の高校1年生）で若松みゆきとほぼ同学年であり、キティ・フィルム製作の実写映画『ションベン・ライダー』のオーディションを受けたことがきっかけで起用された。音響監督の松浦典良は荻野目の声の「テクニックを超えた得難い清潔さ」と「イントネーションのかわいさ」を買っていたが、声や演技については原作のファンからの罵声やブーイングも寄せられ、声に魅力があるとする意見と賛否が分かれたという。1996年に『陽あたり良好!』の文庫版の解説を荻野目が担当した際、イメージを壊されたファンにはお詫びしたいと述べている。しかし小学生の時に芸能活動をしたものの、中学生になってから活動がなかった荻野目にとって再デビューの足がかりとなった（荻野目はみゆき声優の後、歌手として再デビューしブレイクする）。
三枚目な村木好夫役には、それまで（その後も）逆に美形キャラやハンサムな役が多かった塩沢兼人が起用されている（アニメ版においてのみ、彼が主役の話もあった（第33話））。塩沢本人も初主役だった『火の鳥2772 愛のコスモゾーン』のゴドーに次いで思い出のキャラクターとして、『戦国魔神ゴーショーグン』のブンドルなどと共に本作の村木の名前を挙げている。
音楽
楽曲は、音楽部門にキティ・レコードを抱えるキティ・フィルムの製作だったためか、来生たかおらキティ・レコードに所属したアーティストたちの歌が頻繁に挿入歌として使用されている。終盤では毎回エンディングに「きょうの挿入歌」というクレジットが表示された。また当時のテレビアニメ作品としては、全37話で2回変わるエンディングテーマ（計3曲）は異例の多さであった。特にH2Oが歌うエンディングテーマ『想い出がいっぱい』のEPレコードは43万枚を売り上げるヒット曲となり、1980年代のスタンダードナンバーとして記憶されることになった。この曲は、現在でも卒業式などで歌われることがある。
放送
最初の放送枠は木曜 19時30分 - 20時00分（日本標準時）であったが、この枠はロート製薬の一社提供番組（『万国びっくりショー』ほか）→『スター千一夜』を含む帯番組→『とびだせものまね大作戦』と変遷しており、当時の金曜19時台後半枠と共にフジテレビの19時枠の中ではアニメーション未経験枠であった。1983年9月ごろまでは15%前後あった視聴率が同年10月以降には半減したため、1984年2月からローカルセールス枠（フジテレビでは金曜 19時00分 - 19時30分）へ移行した。ネット局の一部では打ち切りとなったが、後年の再放送で全話放送した局もある。
本作は、1年1か月（55週）という放送期間のわりに全37話にとどまった。度々別番組放送による休みが入ったためで、木曜放送時代はプロ野球中継や特別番組の編成により、一回も放送休止週がなかった月は第1話の1983年3月を除けば同年5月だけ、特に木曜から金曜に移動する間の約1か月間は全く放送されなかったが、金曜移動後の放送休止は1984年4月6日だけであった。

### キャスト
ここではテレビアニメ版での設定、または原作の人物説明の欄に書かれていないものを記す。
- 若松真人 - 鳥海勝美

高校2年生の16歳。2年B組の生徒。東京在住。6年間、父とみゆきと離れ離れの生活になったのは、真人が日本が好きで海外に行くのを拒んだため。右脇腹には、子供の頃にみゆきを助けようとしてライオンに引っかかれた一生傷がある。2年B組の女子生徒たちによる「クラスの男の点数表」では、顔・スタイル・性格・知性オール0点という最低点を村木と2人でワーストタイを取っており、女子生徒からの人気はかなり低い。
- 若松みゆき - 荻野目洋子

15歳。帰国後しばらくは日本の学校には所属せず気ままに過ごしていたが、5月上旬に青華高校の1年C組に編入する。ちなみに高校の編入試験では、英数国理社の5科目500点満点中、国語の92点以外満点の合計492点を取っている。好きな野球チームは、ロサンゼルス・ドジャース。鎌倉は子供の頃に実母と真人の3人で行った思い出の場所。
- 鹿島みゆき - 鶴ひろみ
- 間崎竜一 - 大林隆介

真人より1歳年上の設定は原作と同じだが1年留年して真人と同じ2年B組に所属しており、みゆきとは同学年にはならない。4月生まれで第3話で17歳になる。自称「真人の親友」で、真人からは内心「誰が親友なんだ？」と否定されている。一目惚れしたみゆきが真人の妹と知ってから、彼のことを“お兄さん”と呼び始める。中型バイクを愛用しているが、スピード違反などで免停を食らっている。
- 村木好夫 - 塩沢兼人
- 香坂健二 - 森功至（第11話から登場）

1学期の途中から2年B組にやって来た転入生。血液型はB型で、8月10日生まれの獅子座。「クラスの男の点数表」では、顔98点、スタイル100点、性格97点、知性99点でクラスの男子生徒で断トツの評価を得ている。
- 中田虎夫 - 玄田哲章（第4話から登場）

みゆきが所属する1年C組のクラス担任。生活指導担当。年齢は、「三十ウン歳」。青華高校に転任してきた日に、偶然編入試験を受けに高校に初めて来たみゆきに一目惚れし、たまたま担任となる。たびたび教師という立場を使ってみゆきと過ごす口実を作ったり、鹿島からは「（みゆきに一筋な所が）純真」と評されている。
- 鹿島安次郎 - 富山敬（第6話から登場）

若松みゆきとの出会いは5月の地元の祭りで、彼女と親しくなるため当初「生まれたばかりの(みゆき似の)娘を亡くし、1年前に妻にも先立たれた」と真っ赤なウソをついて同情を誘い独身アピールをした。
- 若松和人

カナダで暮らしており、家事をしてくれていたみゆきが日本に帰国してからはお手伝いさんにやってもらっている。

### スタッフ
- 製作 - 多賀英典（キティ・フィルム）
- 原作 - あだち充
- 企画 - 落合茂一（キティ・フィルム）
- 企画協力 - 宇佐美廉（オービー企画）
- プロデューサー - 宮田智行（現・宮田知行、キティ・フィルム）
- 音楽 - ライオン・メリー、天野正道、安西史孝
- キャラクターデザイン - 遊佐和重
- スタイリスト - 鶴巻葉子
- チーフ制作 - 森本一雄
- 制作デスク - 山津真岐子
- 美術監督 - 海保仁三朗
- アートデザイン - 早乙女満
- 音響監督 - 松浦典良
- 撮影監督 - 都島雅義
- チーフ・ディレクター - 西久保瑞穂
- フジテレビプロデューサー - 岡正
- 色指定 - 西川裕子、小松利江
- 美術設定 - 村上律子、須藤栄子、中座洋次
- 編集 - 西出栄子
- 制作担当 - 赤澤信幸、阿部英次
- 効果 - 伊藤克己
- 調整 - 高橋弘幸
- 録音スタジオ - 整音スタジオ
- 音響制作 - 現
- 現像所 - 東京現像所
- 制作スタジオ - キティ・フィルム 三鷹スタジオ
- 制作 - キティ・フィルム、フジテレビ

### 主題歌・挿入歌
オープニングテーマ - 「10%の雨予報」
作詞 - 阿木燿子 / 作曲 - 鈴木キサブロー / 編曲 - 萩田光雄 / 歌 - H2O
シングル盤とは歌詞が異なっており、サビの「everyday」の個所が「みゆき」と変えられて歌われている。
エンディングテーマ
「想い出がいっぱい」（第1話 - 第13話、第20話 - 第22話）
作詞 - 阿木燿子 / 作曲 - 鈴木キサブロー / 編曲 - 萩田光雄 / 歌 - H2O
作中の挿入歌として数回使われており、最終話のラストでもBGMに使われた。また原作漫画の最終話では、「想い出がいっぱい」の歌詞が表記されている。
「サマー・ホリデー」（第14話 - 第19話）
作詞 - 中里綴 / 作曲 - 吉田雅彦 / 編曲 - 星勝 / 歌 - 河合美智子
第17話では、雨の中鹿島が1人で帰るシーンのBGMとして流れる。
「Good-byeシーズン」（第23話 - 最終話）
作詞 - 山川啓介 / 作曲 - 鈴木キサブロー / 編曲 - 星勝 / 歌 - H2O
第25話では、若松家でみゆきと竜一がこの歌をカラオケでデュエットする。
挿入歌
第3話
「ロック・オン」
作詞・作曲 - 高尾守 / 編曲 - TAKAO & THE VIEW / 歌 - TAKAO & THE VIEW
若松家で行われた竜一の誕生パーティで、この曲のレコードをかけながら竜一とみゆきが踊る。
第5話
「ピュア・マインド」
作詞 - 康珍化 / 作曲 - 藤本健一 / 歌 - 上田正樹
みゆきと鹿島が学校帰りに喫茶店でジュースを飲みながら話すシーンのBGM。
第7話
「官能少女」
作詞 - 来生えつこ / 作曲 - 来生たかお / 編曲 - 松井忠重 / 歌 - 来生たかお
登校前の鹿島が自室で、ラジカセでこの曲をかけながら制服に着替える。
「我が心のジョージア」（Georgia on My Mind）
ジャズのスタンダード・ナンバーの一つで、レイ・チャールズがカバーした曲としても知られる。
放課後、みゆきと安次郎がジャズ喫茶で会話するシーンで店内でかかる曲として流れる。
第8話
「サントワマミイ」
サン・トワ・マミーのカバー。作詞・作曲 - サルヴァトール・アダモ / 訳詞 - 岩谷時子 / 編曲 - ヴァージンVS / 歌 - ヴァージンVS
虎夫の見合い相手と会った真人が竜一と村木たちと、2人を結婚させるべきか話し合うシーンのBGM。
「夢の途中」
作詞 - 来生えつこ / 作曲 - 来生たかお / 編曲 - 星勝 / 歌 - 来生たかお
みゆきに恋しながらも見合い相手と翌日結婚することになった虎夫が、やけ酒を飲む小料理屋で流れる曲。
第9話
「男は馬之助」
作詞・作曲 - なぎら健壱 / 歌 - なぎら健壱、コント赤信号
真人が、自室のラジカセでこの歌を聴きながら陽気に踊る。
「傘がない」
作詞・作曲 - 井上陽水 / 歌 - 井上陽水
自宅を出た真人が、雨が降る中傘も持たずに鹿島みゆきに会いに行くシーンのBGM。
第11話
「バラードまでそばにいて」
作詞 - 康珍化 / 作曲 - 佐々木久美 / 歌 - 上田正樹
真人とみゆきが、自宅で会話するシーンのBGM。
第12話
「僕のユーモレスク」来生たかお
作詞 - 来生えつこ / 作曲 - 来生たかお / 歌 - 来生たかお
買ったばかりの水着を着たみゆきが、真人に夏休みに別荘に行くことを提案するシーンのBGM。
「ケ・セラ・セラ」
作詞 - レイ・エバンズ / 訳詞 - 音羽たかし / 作曲 - ジェイ・リビングストン / 編曲 - 今井裕 / 歌 - IMTATION
真人や村木たちが、喫茶店「ドラゴン」で夏休みの予定について話すシーンのBGM。
第13話
「ちょっとまって、Make Love」
作詞 - 和久井光司、大山潤子 / 作曲 - 和久井光司 / 編曲 - スマート・ルッキン / 歌 - スマート・ルッキン
真人が竜一の海の家の食堂でバイトするシーンのBGMとして流れる。
第14話
「坂道の天使」
作詞 - 来生えつこ / 作曲 - 来生たかお / 編曲 - 坂本龍一 / 歌 - 来生たかお
若松家に遊びに来た鹿島を、みゆきが夜道を送るシーンのBGM。
第18話
「悲しい色やね」
作詞 - 康珍化 / 作曲 - 林哲司 / 歌 - 上田正樹
夏休みの終わり頃に「ドラゴン」にやって来た虎夫から、竜一が退学予告を伝えられるシーンのBGM。
歌い出しが「なんて明るい夜だ　なんてふざけた夜だ」の歌
竜一が、若松家で泊まり込みで勉強するシーンのBGM。
「夢のラジオシティ」
作詞・作曲 - あがた森魚 / 編曲 - ヴァージンVS / 歌 - ヴァージンVS
人命救助をした竜一が、高校の講堂で教師や生徒たちの前で刑事である安次郎から表彰されるシーンのBGM。
第19話
「ジプシー・ラヴ」
作詞 - 安藤芳彦 / 作曲・編曲 - 小林泉美 / 歌 - 小林泉美
路上の易者に占ってもらったみゆきが、帰宅後結果に納得できず不満を述べるシーンのBGM。
歌い出しが「僕って誰より運の悪いやつ」の歌
真人が花占いで「鹿島みゆきが俺のことを愛しているか？愛してないか？」を占うシーンのBGM。
第20話
「HELLO VIBRATION」
作詞 - ちあき哲也 / 作曲・編曲 - 星勝 / 歌 - H2O
真人たち2年生が修学旅行に出発するシーンのBGM。
第21話
「つまり、愛してる」
作詞 - 来生えつこ / 作曲 - 来生たかお / 編曲 - 松井忠重 / 歌 - 来生たかお
高校の体育祭が終わった後、真人が1人でグラウンドを走るシーンのBGM。
第24話
歌い出しが「darling don't you leave me」の歌。
文化祭でクラスの女子たちとダンスすることになったみゆきが、自宅のラジカセでこの曲をかけながら練習する。
第26話
途中の歌詞が「ロンリーボーイ、ロンリーガール」の歌
ハンバーガー屋でバイトする鹿島が、年上のバイトマネジャーの自宅で会話をするシーンのBGM。
途中の歌詞が「だけど時は変わっているのさ、目を開いて見てごらん」の歌
クリスマス・パーティに来るはずだった若者が急遽来られなくなり、真人たちが残念がるシーンのBGM。
第27話
「疑惑」
作詞 - 来生えつこ / 作曲 - 来生たかお / 編曲 - 星勝 / 歌 - 来生たかお
「真人が他の女子生徒にラブレターを書いた」と疑う鹿島が、物思いに耽るシーンのBGM。
第28話
「北酒場」
作詞 - なかにし礼 / 作曲 - 中村泰士 / 原曲 - 細川たかし
鹿島の誕生パーティで、村木がカラオケでこの歌を歌う。
「矢切の渡し」
作詞 - 石本美由起 / 作曲 - 船村徹 / 原曲 - ちあきなおみ。1983年には細川たかしもカバーした。
上記の曲に続けて村木がカラオケでこの歌を歌う。
「白い愁い」
作詞 - 来生えつこ / 作曲 - 来生たかお / 編曲 - 矢倉銀 / 歌 - 来生たかお
みゆきが自宅で真人に誕生日を祝ってもらうシーンのBGM。
第29話
「雪山讃歌」
作詞 - 西堀栄三郎 / 作曲 - アメリカ民謡 / 歌 - ダークダックス
冬に山荘に遊びに来た香坂と、偶然隣のペンションに遊びに来た1年C組の女子生徒たちが集まり、香坂のギターの弾き語りでこの歌を歌う。
「ウィンター・バスストップ」
作詞・作曲・歌 - ヴァージンVS
冬の林の中でみゆきが金色のウサギを見つけるシーンのBGM。
第31話
「無口な夜」
作詞 - 来生えつこ / 作曲 - 来生たかお / 歌 - 来生たかお
真人と鹿島が、星空の下で写真を撮るシーンのBGM。
途中の歌詞が「月の明るい夜はさびしいから」の歌
喫茶店「ドラゴン」の客が、壁に飾られた写真を見るシーンのBGM。
第32話
歌い出しが「ルーレット、ルーレット」の歌。
竜一が、みゆきを巡って彼女のクラスの男子サッカー部部員とサッカーのPK戦で勝負するシーンのBGM。
※下記の曲はどの回の挿入歌かは不明。
「Goodbye Day」
作詞 - 来生えつこ / 作曲 - 来生たかお / 編曲 - 松任谷正隆 / 歌 - 来生たかお

### 各話リスト
下記備考欄の原作の巻数と話数は、『みゆき』〈少年サンデーコミックスワイド版〉（全5巻）より。また、（オリ）は、アニメオリジナルエピソード。
| 話数   | 放送日         | サブタイトル                       | 脚本                  | 絵コンテ     | 演出         | 作画監督     | 備考                  |
| ------ | -------------- | ---------------------------------- | --------------------- | ------------ | ------------ | ------------ | --------------------- |
| 第1話  | 1983年 3月31日 | ボクと渚の黒ビキニ!                | 金子裕 西久保瑞穂     | 西久保瑞穂   | 西久保瑞穂   | 野部駿夫     | [ 原作 1 ]            |
| 第2話  | 4月7日         | ひらて打ちは恋のレッスン           | 柳川茂                | 西久保瑞穂   | ときたひろこ | 野部駿夫     | [ 原作 2 ]            |
| 第3話  | 4月21日        | 竜一のスクランブル誕生日           | 柳川茂                | 西久保瑞穂   | 大町繁       |              | [ 原作 3 ]            |
| 第4話  | 5月5日         | 妹ダントツ!あにきはペケ!?          | 金子裕                | 古川順康     | 古川順康     | 野部駿夫     | [ 原作 4 ]            |
| 第5話  | 5月12日        | デートのたびにキツーイ一発         | 土屋斗紀雄            | 大町繁       | 大町繁       |              | [ 原作 5 ]            |
| 第6話  | 5月19日        | ロリコン刑事 二枚刃の安!           | 柳川茂                | ときたひろこ | ときたひろこ | 多賀かずひろ | [ 原作 6 ] [ 注 25 ]  |
| 第7話  | 5月26日        | 真人マッサオ!ビキニはどこへ?       | 大橋志吉              | 西久保瑞穂   | 西久保瑞穂   | アベ正己     | [ 原作 7 ]            |
| 第8話  | 6月2日         | やったネ中田!みゆきと婚約!?        | 土屋斗紀雄            | 大町繁       | 大町繁       |              | [ 原作 8 ]            |
| 第9話  | 6月16日        | 雨の日のコンサート                 | 土屋斗紀雄            | 古川順康     | 古川順康     | 野部駿夫     | （オリ）              |
| 第10話 | 6月30日        | ラブラブハイキング 安次郎の場合…!? | 柳川茂                | 児玉兼嗣     | 児玉兼嗣     | 神村幸子     | [ 原作 9 ]            |
| 第11話 | 7月7日         | エッチとすけべ                     | 土屋斗紀雄            | 大町繁       | 大町繁       | 遊佐和重     | [ 原作 10 ]           |
| 第12話 | 7月14日        | 竜一・村木のアルバイト情報!        | 土屋斗紀雄            | 西久保瑞穂   | 坂田純一     | 谷口守泰     | [ 原作 11 ]           |
| 第13話 | 7月21日        | 嵐の夜には何かが起こる!?           | 大橋志吉              | ときたひろこ | ときたひろこ | アベ正己     | [ 原作 12 ]           |
| 第14話 | 8月4日         | みゆきの心 曇りのち晴れ            | 柳川茂                | 真砂智康     | 真砂智康     | 薄井義雄     | [ 原作 13 ] [ 注 26 ] |
| 第15話 | 8月11日        | 青春づくり 想い出づくり            | 土屋斗紀雄            | 西久保瑞穂   | 内藤正志     | 野部駿夫     | （オリ）              |
| 第16話 | 8月18日        | 真夏の夜のお願い蛍                 | 柳川茂                | 児玉兼嗣     | 児玉兼嗣     | 神村幸子     | （オリ）              |
| 第17話 | 9月1日         | ひとりっ子 ふたりっ子              | 大橋志吉              | 古川順康     | 坂田純一     | アベ正己     | [ 原作 14 ]           |
| 第18話 | 9月8日         | ミラクル男 間崎竜一!               | 土屋斗紀雄            | ときたひろこ | ときたひろこ | 遊佐和重     | [ 原作 15 ] [ 注 27 ] |
| 第19話 | 9月15日        | 恋占いラプソディー                 | 大橋志吉              | 真砂智康     | 鈴木幹雄     | 薄井義雄     | [ 原作 16 ] [ 注 28 ] |
| 第20話 | 9月29日        | 哀愁の修学旅行                     | 島田満                | 児玉兼嗣     | 児玉兼嗣     | 神村幸子     | [ 原作 17 ]           |
| 第21話 | 10月13日       | バトンタッチは夕暮れ時に!          | 大橋志吉              | 真砂智康     | 鈴木幹雄     | 薄井義雄     | [ 原作 18 ] [ 注 29 ] |
| 第22話 | 10月27日       | ヌワァンと5才で結婚宣言!?          | 柳川茂                | 児玉兼嗣     | 児玉兼嗣     | 神村幸子     | （オリ）              |
| 第23話 | 11月10日       | ひとつ屋根の下 二人のみゆき        | 大橋志吉              | ときたひろこ | ときたひろこ | 谷口守泰     | [ 原作 19 ]           |
| 第24話 | 11月24日       | 恋のリハーサル                     | 島田満                | 西久保瑞穂   | 西久保瑞穂   | 遊佐和重     | [ 原作 20 ] [ 注 30 ] |
| 第25話 | 12月8日        | おしかけ母さんラプソディー         | 柳川茂                | 坂田純一     | 坂田純一     | 遊佐和重     | [ 原作 21 ] [ 注 31 ] |
| 第26話 | 12月22日       | M・Wは恋のイニシャル!?             | 土屋斗紀雄 西久保瑞穂 | 西久保瑞穂   | 西久保瑞穂   | アベ正己     | （オリ）              |
| 第27話 | 1984年 2月3日  | ラブレター代理戦争!                | 大橋志吉              | 児玉兼嗣     | 児玉兼嗣     | 神村幸子     | [ 原作 22 ] [ 注 33 ] |
| 第28話 | 2月10日        | ロンリー・バースデー               | 土屋斗紀雄            | 西久保瑞穂   | 田代文夫     | 遊佐和重     | [ 原作 23 ]           |
| 第29話 | 2月17日        | 迷い狼と金色ウサギ!?               | 彦坂健二              | 坂田純一     | 坂田純一     | 遊佐和重     | [ 原作 24 ] [ 注 34 ] |
| 第30話 | 2月24日        | 雪やコンコン ストレンジャー        | 彦坂健二              | 真砂智康     | 鈴木幹雄     | 薄井義雄     | [ 原作 25 ] [ 注 35 ] |
| 第31話 | 3月2日         | ムフフ写真コンテスト               | 柳川茂                | 真砂智康     | 鈴木幹雄     | 薄井義雄     | [ 原作 26 ]           |
| 第32話 | 3月9日         | 男の点数                           | 彦坂健二              | 田代文夫     | 田代文夫     | 谷口守泰     | [ 原作 27 ]           |
| 第33話 | 3月16日        | オジャマ虫・村木君!                | 土屋斗紀雄            | 真砂智康     | 鈴木幹雄     | 薄井義雄     | （オリ）              |
| 第34話 | 3月23日        | すれ違いサードママ                 | 柳川茂                | 真砂智康     | 鈴木幹雄     | 薄井義雄     | [ 原作 28 ]           |
| 第35話 | 3月30日        | 落としちゃった戸籍抄本             | 島田満                | 坂田純一     | 坂田純一     | アベ正己     | [ 原作 29 ] [ 注 36 ] |
| 第36話 | 4月13日        | 恋の酸素不足                       | 土屋斗紀雄            | ときたひろこ | ときたひろこ | 谷口守泰     | [ 原作 30 ]           |
| 第37話 | 4月20日        | 愛・哀…ブルーエアメール            | 柳川茂                | ときたひろこ | ときたひろこ | 谷口守泰     | [ 原作 31 ]           |

### 放送局
特筆の無い場合は全てフジテレビ系列フルネット局。
| ネット状況              | 放送時間                                                                     | 放送局         | 対象地域       | 備考                                                                              |
| ----------------------- | ---------------------------------------------------------------------------- | -------------- | -------------- | --------------------------------------------------------------------------------- |
| 同時ネット              | 木曜 19:30 - 20:00                                                           | フジテレビ     | 関東広域圏     | 制作局                                                                            |
|                         |                                                                              | 北海道文化放送 | 北海道         |                                                                                   |
|                         |                                                                              | 仙台放送       | 宮城県         |                                                                                   |
|                         |                                                                              | 秋田テレビ     | 秋田県         | 放送当時フジテレビ系列・テレビ朝日系列のクロスネット                              |
|                         |                                                                              | 山形テレビ     | 山形県         |                                                                                   |
|                         |                                                                              | 富山テレビ     | 富山県         |                                                                                   |
|                         |                                                                              | 石川テレビ     | 石川県         |                                                                                   |
|                         |                                                                              | 福井テレビ     | 福井県         |                                                                                   |
|                         |                                                                              | 長野放送       | 長野県         |                                                                                   |
|                         |                                                                              | テレビ静岡     | 静岡県         |                                                                                   |
|                         |                                                                              | 東海テレビ     | 中京広域圏     |                                                                                   |
|                         |                                                                              | 関西テレビ     | 近畿広域圏     |                                                                                   |
|                         |                                                                              | 山陰中央テレビ | 鳥取県・島根県 |                                                                                   |
|                         |                                                                              | 岡山放送       | 香川県・岡山県 |                                                                                   |
|                         |                                                                              | テレビ新広島   | 広島県         |                                                                                   |
|                         |                                                                              | 愛媛放送       | 愛媛県         | 現・テレビ愛媛                                                                    |
|                         |                                                                              | テレビ西日本   | 福岡県         |                                                                                   |
|                         |                                                                              | サガテレビ     | 佐賀県         |                                                                                   |
|                         |                                                                              | テレビ長崎     | 長崎県         | 放送当時フジテレビ系列・日本テレビ系列のクロスネット                              |
|                         |                                                                              | テレビ熊本     | 熊本県         | 放送当時フジテレビ系列・テレビ朝日系列のクロスネット                              |
|                         |                                                                              | テレビ大分     | 大分県         | 放送当時フジテレビ系列・日本テレビ系列・テレビ朝日系列のトリプルネット            |
|                         |                                                                              | テレビ宮崎     | 宮崎県         | フジテレビ系列・日本テレビ系列・テレビ朝日系列のトリプルネット                    |
|                         |                                                                              | 鹿児島テレビ   | 鹿児島県       | 放送当時フジテレビ系列・日本テレビ系列のクロスネット                              |
|                         |                                                                              | 沖縄テレビ     | 沖縄県         |                                                                                   |
| 遅れネット ↓ 同時ネット | 金曜 17:30 - 18:00（第18話まで） 木曜 19:00 - 19:30（第21話から）            | 福島テレビ     | 福島県         | 1983年3月31日まではTBS系列とのクロスネット                                        |
|                         | 木曜 17:25 - 17:55（1983年9月まで） 木曜 19:00 - 19:30（1983年10月13日以降） | 新潟総合テレビ | 新潟県         | 現・NST新潟総合テレビ 1983年9月まではフジテレビ系列・テレビ朝日系列のクロスネット |
| 遅れネット              | 木曜 17:30 - 18:00                                                           | 青森テレビ     | 青森県         | TBS系列                                                                           |
|                         | 火曜 17:00 - 17:30                                                           | 岩手放送       | 岩手県         | TBS系列 現・IBC岩手放送                                                           |
|                         | 土曜 17:30 - 18:00                                                           | 山梨放送       | 山梨県         | 日本テレビ系列                                                                    |
|                         | 土曜 17:00 - 17:30                                                           | テレビ山口     | 山口県         | 放送当時はTBS系列・フジテレビ系列のクロスネット                                   |
|                         | 金曜 17:00 - 17:30                                                           | テレビ高知     | 高知県         | TBS系列                                                                           |

| ネット状況      | 放送時間                                                               | 放送局         | 対象地域   | 備考                                                 |
| --------------- | ---------------------------------------------------------------------- | -------------- | ---------- | ---------------------------------------------------- |
| 同時ネット      | 金曜 19:00 - 19:30                                                     | フジテレビ     | 関東広域圏 | 制作局                                               |
|                 |                                                                        | 新潟総合テレビ | 新潟県     | 現・NST新潟総合テレビ                                |
|                 |                                                                        | サガテレビ     | 佐賀県     |                                                      |
| 先行ネット      | 月曜 19:00 - 19:30 (第27話 - 第35話) → 月曜 17:00 - 18:00 (第36、37話) | 東海テレビ     | 中京広域圏 |                                                      |
| 遅れネット      | 木曜 17:30 - 18:00                                                     | 青森テレビ     | 青森県     | TBS系列                                              |
|                 | 火曜 17:00 - 17:30                                                     | 岩手放送       | 岩手県     | TBS系列 現・IBC岩手放送                              |
|                 | 金曜 17:00 - 17:30                                                     | 秋田テレビ     | 秋田県     | 放送当時フジテレビ系列・テレビ朝日系列のクロスネット |
|                 | 金曜 19:00 - 19:30                                                     | 仙台放送       | 宮城県     | 時差ネット。1984年2月24日 - 5月11日に放送 。         |
|                 | 土曜 16:00 - 16:30                                                     | 山形テレビ     | 山形県     | 放送当時フジテレビ系列                               |
|                 | 木曜 17:30 - 18:00                                                     | 福島テレビ     | 福島県     |                                                      |
|                 | 木曜 17:20 - 17:50                                                     | 富山テレビ     | 富山県     | 1984年5月10日まで放送                                |
|                 | 金曜 6:27 - 6:54                                                       | 石川テレビ     | 石川県     | 1984年3月30日で打ち切り                              |
| - 1984年4月20日 | 金曜 19:30 - 20:00                                                     | テレビ静岡     | 静岡県     |                                                      |
| 遅れネット      | 土曜 18:00 - 18:30                                                     | 関西テレビ     | 関西広域圏 | 1984年4月5日-6月16日迄放送                           |
|                 | 水曜 16:30 - 17:00                                                     | テレビ新広島   | 広島県     |                                                      |
|                 | 土曜 17:00 - 17:30                                                     | テレビ山口     | 山口県     | 放送当時はTBS系列・フジテレビ系列のクロスネット      |
|                 | 金曜 17:00 - 17:30                                                     | テレビ高知     | 高知県     | TBS系列                                              |
| 1984年4月21日   | 土曜 18:00 - 18:30                                                     | テレビ西日本   | 福岡県     | フジテレビ系列                                       |
| 遅れネット      | 木曜 17:30 - 18:00                                                     | テレビ長崎     | 長崎県     | 放送当時フジテレビ系列・日本テレビ系列のクロスネット |
|                 | 木曜 19:30 - 20:00                                                     | テレビ熊本     | 熊本県     | 放送当時フジテレビ系列・テレビ朝日系列のクロスネット |
|                 | 木曜 19:30 - 20:00 →火曜 17:25 - 17:55                                 | 鹿児島テレビ   | 鹿児島県   | 放送当時フジテレビ系列・日本テレビ系列のクロスネット |

### 関連商品
- みゆきメモリアル

主題歌および挿入歌集で、1984年5月25日にテープとレコードの2形態で発売された。2枚組となっており、各巻の末尾にはMSX用プログラムであるCG集「みゆき・グラフィックス」とゲーム「DOORS」のプログラムがそれぞれ収録されている。なお、プログラムのソースコードは雑誌『MSXマガジン』1984年9月号に付録として収録された。
| フジテレビ系列 木曜19:30 - 20:00枠                       | フジテレビ系列 木曜19:30 - 20:00枠                                          | フジテレビ系列 木曜19:30 - 20:00枠                                 |
| 前番組                                                   | 番組名                                                                      | 次番組                                                             |
| -------------------------------------------------------- | --------------------------------------------------------------------------- | ------------------------------------------------------------------ |
| とびだせものまね大作戦 （1981年10月 - 1983年2月）        | みゆき （第1話 - 第26話） （1983年3月31日 - 12月22日） 【当番組のみアニメ】 | 木曜おもしろバラエティ （1984年1月 - 3月） 木曜日20:00枠から移動 → |
| フジテレビ 金曜19:00 - 19:30枠                           |                                                                             |                                                                    |
| ストップ!! ひばりくん! （1983年5月20日 - 1984年1月27日） | みゆき （第27話 - 第37話） （1984年2月3日 - 4月20日） 【当番組までアニメ】  | クルクルくりん （1984年4月27日 - 9月21日）                         |

## 映画（実写）
主演の永瀬正敏はキティフィルムの『ションベン・ライダー』でデビュー。脚本の高星由美子はこの後に『タッチ』のシリーズ構成を手がけた。
同時上映はあだち充の漫画『ナイン』のアニメ版。後にあだち充原作のテレビアニメ版『タッチ』を手がけるスタッフが制作し、既にフジテレビの日生ファミリースペシャルで放映されたテレビスペシャルである。
監督である井筒和幸は、受諾してから初めて原作漫画に目を通したが「内容のなさにあきれた」という印象を抱く。仕事にとりかかったものの、まもなく鬱病を発症して精神科医に「仕事のストレスでの離人症のため、最低2カ月の療養が必要」と診断されるが、3日延期したのみで以後は抗鬱剤を服用しながら撮影をしたと語っている。

### 映画版と原作の相違点
映画は、真人が高校2年生の夏休みから始まり、2学期が始まるところで終わっており、その中に原作漫画のエピソード（冒頭 - 翌年の母の日、コミックの1巻 - 3巻に相当する部分）が散りばめられている。また、牧野裕子（謎の女子大生）や家庭教師・杉原など、原作にはない登場人物の設定がある。
真人が高校2年生の夏休みに（父親所有と思われる）海沿いの別荘に、鹿島みゆき、竜一、矢内清美、三原佐知子、村木の6名が集まっているところから始まる（原作では、海沿いの民宿でのアルバイト）。真人と若松みゆきの再会シーンも異なり、逆ナンパはない。また、再会時の年齢も原作よりそれぞれ1歳上である。そのほか、エピソードの設定に相違点が多々ある。

### キャスト（映画）
- 若松真人 - 永瀬正敏
- 若松みゆき - 宇沙美ゆかり
- 鹿島みゆき - 三田寛子
- 間崎竜一 - 嶋大輔
- 矢内清美 - 横田ひとみ
- 三原佐知子 - 桂田裕子
- 村木好夫 - 吉田充
- 牧野裕子 - 石原真理子
- 家庭教師・杉原 - 北詰友樹
- 鹿島みゆきの母 - 長内美那子
- 重さん - 佐々木すみ江
- 鹿島安次郎 - 三遊亭圓楽
- 竜一の母 - 木の実ナナ

### スタッフ（映画）
- 脚本 - 高星由美子
- 音楽 - 奥慶一、萩田光雄
- 音楽監督 - 早川裕
- 製作 - 多賀英典
- プロデューサー - 伊地智啓
- 企画協力 - 宇佐美廉
- 監督 - 井筒和幸
- 撮影 - 伊藤昭裕
- 照明 - 木村誠作
- 録音 - 小野寺修
- 美術 - 徳田博
- 編集 - 冨田功
- 助監督 - 矢野広成
- 製作担当者 - 青木勝彦

### 主題歌（映画）
「南風ドリーミング」
歌 - 永瀬正敏

### 挿入歌
「只今失恋真最中」
歌 - 嶋大輔
「野菊いちりん」
歌 - 三田寛子
「Miss you baby」
歌 - 上田正樹

## テレビドラマ
フジテレビ系列の『月曜ドラマランド』（毎週月曜日19:30 - 20:54、JST）で1986年8月4日に放送された。主演は野々村真。
原作にない点として、二人のみゆきを河合その子が一人二役こなしている。

### キャスト（ドラマ）
- 若松真人 - 野々村真
- 若松みゆき / 鹿島みゆき - 河合その子
- 間崎竜一 - 山田辰夫
- 水島 - 柄沢次郎
- 祐子 - 遠藤由美子
- 佐和子 - 市川かおり
- 清美 - 菊地直子
- 柿本 - 小宮健吾
- 山本講師 - ベンガル
- 白バイ警官 - 新井康弘
- 高木 - 大地康雄
- 占い師 - 山崎イサオ
- 案内嬢 - 橋本薫子
- 木村友子 - 塩沢とき
- 瀬川医師 - 荒井注

### スタッフ（ドラマ）
- 脚本 - 奥津啓治
- 演出 - 若松節朗
- プロデューサー補 - 塩沢浩二
- 演出補 - 河野圭太
- 企画 - 久保田榮一、大黒章弘
- プロデューサー - 石川泰平、若松節朗、谷慎輔
- 制作協力 - 渡辺プロダクション
- 制作 - フジテレビ、共同テレビ

| フジテレビ系列 月曜ドラマランド    | フジテレビ系列 月曜ドラマランド     | フジテレビ系列 月曜ドラマランド |
| 前番組                             | 番組名                              | 次番組                          |
| ---------------------------------- | ----------------------------------- | ------------------------------- |
| 初恋スキャンダル （1986年7月21日） | みゆき（ドラマ版） （1986年8月4日） | 包丁人味平 （1986年8月11日）    |